# Puig dels Pins
El Puig dels Pins és una muntanya de 187 metres que es troba al municipi de Forallac, a la comarca catalana del Baix Empordà.